# Брат, одолжи монетку
«Брат, одолжи монетку» (англ. Brother, Can You Spare Two Dimes? «Брат, не найдётся пара монеток?») — заключительная, двадцать четвёртая серия третьего сезона мультипликационного сериала «Симпсоны». Премьерный показ состоялся 27 августа 1992 года.

## Сюжет
Во время ежегодной диспансеризации на Спрингфилдской АЭС выяснилось, что Гомер Симпсон, возможно, бесплоден. Чтобы обезопасить себя от вероятного судебного иска со стороны Гомера, Монтгомери Бёрнс по совету своего адвоката подстраивает для Симпсона выигрыш в две тысячи долларов в специально для этого придуманной «Ежегодной премии Монтгомери Бёрнса за выдающиеся достижения в области совершенства».
Тем временем сводный брат Гомера, Герберт Пауэлл, после своего разорения в эпизоде «О, брат, где же ты?» ведёт жизнь за чертой бедности. Но он не теряет надежды вернуть своё состояние. Для этого ему нужна какая-нибудь оригинальная идея, на которой можно разбогатеть. И он её находит, когда видит, как молодая мать не может понять, из-за чего плачет её маленький ребёнок — идея создать устройство, которое могло бы распознавать «речь» малышей и переводить на понятный английский. Для воплощения в жизнь этой идеи нужны деньги, которых у Герба нет. Случайно ему на глаза попадается газета с фоторепортажем с церемонии награждения Гомера премией. Герб не раздумывая отправляется в Спрингфилд.
В Спрингфилде он идёт к Симпсонам. Несмотря на сильную антипатию к Гомеру, он останавливается у них погостить, чему впрочем Барт и Лиза весьма рады.
Вскоре семья решает обсудить, как потратить премию Гомера. Все предлагают свои варианты: Лиза предлагает купить книжную серию «Великие книги западной цивилизации», Барт предлагает купить автомат, Мардж хочет новую стиральную машину, а Гомер хочет купить кресло со встроенным вибромассажёром вместо сломавшегося дивана. Герб в свою очередь предлагает одолжить ему эти деньги, чтобы он мог осуществить свою идею. Симпсоны решают, что раз уж Гомер в своё время разорил Герба, то теперь он обязан дать ему второй шанс. Проводя исследования над Мэгги, Герб собирает действующую модель «детского переводчика». Испытания проходят успешно, и на выставке детских товаров изобретение Герба пользуется большим спросом — опытные образцы раскуплены, и находится инвестор для запуска серийного производства детских переводчиков.
Таким образом, Герберт Пауэлл возвращает своё состояние. Он примиряется с братом, возвращает ему две тысячи долларов и делает всем Симпсонам подарки: подписку на серию «Великие книги западной цивилизации» для Лизы, карточку члена Национальной стрелковой ассоциации для Барта (вместо автомата), новую стиральную машину для Мардж (старые были отданы вместо отправки на свалку) и кресло с вибромассажёром для Гомера.

## Производство
Решение сделать ещё один эпизод о Герберте Пауэлле было принято под влиянием телезрителей, недовольных несчастливой концовкой эпизода «Oh Brother».

## Культурные отсылки
- В одной из сцен с диваном Гомер Симпсон вспоминает, как смотрел трансляцию благотворительного мероприятия Hands Across America, тогда как его семья и другие стояли рядом с ним в живой цепи, принимая участие в этом мероприятии прямо в доме.